# 野上翔・渡辺紘・深町寿成のドコ行く?
『野上翔・渡辺紘・深町寿成のドコ行く?』（のがみしょう・わたなべひろし・ふかまちとしなりのドコいく?）は、2017年11月29日からニコニコ生放送（ボイスガレッジチャンネル）にて放送されているバラエティ番組である。

## 概要
声優の野上翔、渡辺紘、深町寿成が目的地に向かって気ままに旅をする番組。
本編の放送後にはチャンネル会員向けのおまけ動画も配信している。
2017年9月8日、謎の新企画特番ニコ生の中で番組の企画・内容が発表され、2017年11月29日より放送が開始された。
2019年12月1日に開催された「野上翔・渡辺紘・深町寿成のドコ行く？北海道編」DVD発売記念イベントにて、次回の旅の行き先が「シンガポール」であることが発表されたが、コロナ禍により断念。番組も実質的な休止期間に入る。
2023年3月26日に開催された「渡辺紘のカジュアルトークラウンジ～バースデーパーティー2023～」にて、番組再始動が発表される。同年12月27日に公式Xが開設。
番組ハッシュ・タグは「#ドコ行く」。

## 出演者
- 野上翔
- 渡辺紘
- 深町寿成

## 行き先
| NO          | 放送日時       | 訪問先                                                |
| 鳥取編      | 鳥取編         | 鳥取編                                                |
| ----------- | -------------- | ----------------------------------------------------- |
| 第1回       | 2017年11月29日 | 鳥取鉄道記念物公園、スターバックス鳥取駅前店          |
| 第1回おまけ | 2017年11月29日 | たくみ割烹店                                          |
| 第2回       | 2017年12月31日 | 鳥取砂丘、らくだや、車内カラオケ                      |
| 第2回おまけ | 2017年12月31日 | ブランナールみささ                                    |
| 第3回       | 2018年1月31日  | 上神焼 中森                                           |
| 第3回おまけ | 2018年1月31日  | 東郷池                                                |
| 第4回       | 2018年3月2日   | 車内カラオケ、さんこうえん、白兎神社                  |
| 第4回おまけ | 2018年3月2日   | 白兎海岸、道の駅 神話の里 白うさぎ                    |
| 四国編      |                |                                                       |
| 第1回       | 2018年11月28日 | レオマワールド                                        |
| 第1回おまけ | 2018年11月28日 | レオマワールド                                        |
| 第2回       | 2018年12月26日 | 中野うどん学校                                        |
| 第2回おまけ | 2018年12月26日 | 車内カラオケ、道後温泉駅、ハイカラ通り、道後温泉 足湯 |
| 第3回       | 2019年1月30日  | 南四国ファーム 観光みかん園                           |
| 第3回おまけ | 2019年1月30日  | 南四国ファーム 観光みかん園                           |
| 第4回       | 2019年2月27日  | 松山城                                                |
| 第4回おまけ | 2019年2月27日  | 車内カラオケ、えひめ愛顔の観光物産館                  |
| 北海道編    |                |                                                       |
| 第1回       | 2019年8月14日  | 平岸高台公園、アースドリーム角山牧場                  |
| 第1回おまけ | 2019年8月14日  | アースドリーム角山牧場                                |
| 第2回       | 2019年9月11日  | アースドリーム角山牧場                                |
| 第2回おまけ | 2019年9月11日  | 車内カラオケ                                          |
| 第3回       | 2019年10月9日  | 青い池、白金ビルケ                                    |
| 第3回おまけ | 2019年10月9日  | 白金ビルケ、車内カラオケ                              |
| 第4回       | 2019年11月13日 | あさひかわ ラーメン村、旭川神社                       |
| 第4回おまけ | 2019年11月13日 | ロケバス                                              |
| 川越編      |                |                                                       |
| 第1回       | 2024年3月7日   | ロケバス                                              |
| 第1回おまけ | 2024年3月7日   | 川越体験工房 青い鳥                                   |
| 第2回       | 2024年3月21日  | 川越                                                  |
| 第2回おまけ | 2024年3月21日  | 川越体験工房 青い鳥                                   |
| 第3回       | 2024年4月4日   | 手焼きお煎餅体験 十人十色                             |
| 第3回おまけ | 2024年4月4日   | 川越体験工房 青い鳥                                   |
| 第4回       | 2024年4月18日  | 手焼きお煎餅体験 十人十色                             |
| 第4回おまけ | 2024年4月18日  | 川越体験工房 青い鳥                                   |
| 第5回       | 2024年5月2日   | 川越 幸すし                                           |
| 第5回おまけ | 2024年5月2日   | 川越体験工房 青い鳥                                   |
| 第6回       | 2024年5月16日  | 川越氷川神社                                          |
| 第6回おまけ | 2024年5月16日  | 駄菓子江戸屋 川越本店                                 |
| 第7回       | 2024年6月6日   | トリック3Dアート in COEDO                             |
| 第7回おまけ | 2024年6月6日   | 駄菓子江戸屋 川越本店                                 |
| 第8回       | 2024年6月20日  | トリック3Dアート in COEDO、ロケバス                   |
| 第8回おまけ | 2024年6月20日  | 駄菓子江戸屋 川越本店                                 |
| 新大久保編  |                |                                                       |
| 第1回       | 2024年11月14日 | 皆中神社                                              |
| 第1回おまけ | 2024年11月14日 | Red×Goobne                                            |
| 第2回       | 2024年11月21日 | 爬にまるカフェ                                        |
| 第2回おまけ | 2024年11月21日 | Red×Goobne                                            |
| 第3回       | 2024年11月28日 | Cafe ON                                               |
| 第3回おまけ | 2024年11月28日 | Red×Goobne                                            |
| 第4回       | 2024年12月6日  | Red×Goobne                                            |
| 第4回おまけ | 2024年12月6日  | Red×Goobne、K-FOODS                                   |
| 河口湖編    |                |                                                       |
| 第1回       | 2025年4月3日   | ロケバス、河口湖畔                                    |
| 第1回おまけ | 2025年4月3日   | 河口湖クラフトパーク                                  |
| 第2回       | 2025年4月17日  | 河口湖畔                                              |
| 第2回おまけ | 2025年4月17日  | 河口湖クラフトパーク                                  |
| 第3回       | 2025年5月1日   | 音楽と森の美術館                                      |
| 第3回おまけ | 2025年5月1日   | 富士すばるランド                                      |
| 第4回       | 2025年5月15日  | 音楽と森の美術館                                      |
| 第4回おまけ | 2025年5月15日  | 富士すばるランド                                      |
| 第5回       | 2025年5月29日  | 赤富士ワインセラー                                    |
| 第5回おまけ | 2025年5月29日  | 富士すばるランド                                      |

## イベント
「野上翔・渡辺紘・深町寿成のドコ行く？鳥取編」DVD発売記念イベント
開催日：2018年3月31日
会場：東京証券会館
「野上翔・渡辺紘・深町寿成のドコ行く？四国編」DVD発売記念イベント
開催日：2019年4月21日
会場：東京証券会館
「野上翔・渡辺紘・深町寿成のドコ行く？北海道編」DVD発売記念イベント
開催日：2019年12月1日
会場：雷5656会館
野上翔・渡辺紘・深町寿成のドコ行く？〜復活記念トークショー〜
開催日：2024年3月24日
会場：秋葉原トークライブ BAR from scratch
野上翔・渡辺紘・深町寿成のドコ行く？〜クリスマスSPイベント〜
開催日：2024年12月8日
会場：中野セントラルパークカンファレンス イベントホールC
「野上翔・渡辺紘・深町寿成のドコ行く〜新大久保編＆河口湖編〜」DLC発売記念イベント
開催日：2025年5月31日
会場：高田馬場BSホール

## 特別放送・生配信
| 放送日        | タイトル                                                                   | 出演者                   |
| ------------- | -------------------------------------------------------------------------- | ------------------------ |
| 2017年9月8日  | 野上翔・渡辺紘・深町寿成の謎の新企画特番ニコ生                             | 野上翔、渡辺紘、深町寿成 |
| 2018年5月15日 | 「野上翔・渡辺紘・深町寿成のドコ行く？」特別生放送                         | 野上翔、渡辺紘、深町寿成 |
| 2018年8月7日  | 「野上翔・渡辺紘・深町寿成のドコ行く？」次回行き先決定生放送               | 野上翔、渡辺紘、深町寿成 |
| 2019年7月14日 | 「野上翔・渡辺紘・深町寿成のドコ行く？」四国→北海道                        | 野上翔、渡辺紘、深町寿成 |
| 2020年8月23日 | 「野上翔・渡辺紘・深町寿成のドコ行く？」鳥取編上映会＆アフタートーク生放送 | 野上翔、渡辺紘、深町寿成 |

## 関連商品
- DVD『野上翔・渡辺紘・深町寿成のドコ行く? 鳥取編』（2018年3月31日開催のDVD発売記念イベントのチケットに付随）
- DVD『野上翔・渡辺紘・深町寿成のドコ行く? 四国編』（2019年4月21日開催のDVD発売記念イベントのチケットに付随）
- DVD『野上翔・渡辺紘・深町寿成のドコ行く? 北海道編』（2019年12月1日開催のDVD発売記念イベントのチケットに付随）